# Anthony Zambrano
Anthony José Zambrano de la Cruz (* 17. Januar 1998 in Maicao) ist ein kolumbianischer Leichtathlet, der sich auf den 400-Meter-Lauf spezialisiert hat. 2019 wurde er bei den Weltmeisterschaften in Doha mit Südamerikarekord Vizeweltmeister. 2021 gewann er bei den Olympischen Sommerspielen in Tokio die Silbermedaille.

## Herkunft und Leben
Anthony Zambrano stammt aus dem Norden Kolumbiens. 2012 fing er mit der Leichtathletik an, zunächst in Schulwettkämpfen.

## Sportliche Laufbahn
Anthony Zambrano trat erstmals 2014 an nationalen Jugendmeisterschaften, also bei den Unter-18-Jährigen, an, startete allerdings auch bereits gegen Athleten der Altersklasse U23. In seiner kolumbianischen Heimat fanden 2014 die U18-Südamerikameisterschaften statt. Dort startete Zambrano über seine Spezialdisziplin, die 400 m. Im Finale belegte er in 48,17 s den fünften Platz, die damals eine neue Bestzeit für ihn bedeuteten. Ein Jahr später fanden, ebenfalls in Cali, die U18-Weltmeisterschaften in Kolumbien an. Nachdem Zambrano souverän Vor- und Halbfinallauf überstand, wurde er im Finale in 46,57 s Siebter. Mit der 4-mal-400-Meter-Staffel wurde er im Vorlauf disqualifiziert.
2016 trat er im Juli bei den U20-Weltmeisterschaften im polnischen Bydgoszcz an. Im Finale wurde er in 46,50 s Sechster. Einen Monat später nahm er mit 18 Jahren als Teil der Staffel auch an den Olympischen Spielen, und damit seinen ersten internationalen Titelkämpfen bei den Erwachsenen, teil. Zusammen mit seinen Mannschaftskollegen scheiterte die 4-mal-400-Meter-Staffel als Sechste in ihrem Vorlauf. Die zwei folgenden Saison warfen ihn Verletzungen immer wieder zurück. 2018 gewann er schließlich dennoch bei den U23-Südamerikameisterschaften drei Goldmedaillen. Über 400 m gewann er in 45,19 s. Zudem siegte er mit der 4-mal-100- und mit der 4-mal-400-Meter-Staffel.
Im Mai 2019 wurde Zambrano über 400 m und mit der Staffel Südamerikameister bei den Meisterschaften in Lima. Dort fanden im August auch die Panamerikanischen Spiele statt, bei denen er über die gleichen Distanzen ebenfalls zweimal triumphierte. Seinen bislang größten sportlichen Erfolg stellte er dann mit dem Gewinn der Silbermedaille bei den Weltmeisterschaften in Doha auf. In 44,15 s stellte er im Finale dabei auch einen neuen Südamerikarekord über die 400 m auf. Dieser hatte zuletzt seit 1999 bestanden und wurde vom Brasilianer Sanderlei Claro Parrela gehalten. Die Silbermedaille bedeutete zudem die erste WM-Medaille in einem Laufwettbewerb für Zambranos Heimatland. Zwei Tage nach dem Gewinn der Silbermedaille, lief er auch im Finale als Teil der kolumbianischen 4-mal-400-Meter-Staffel. Das Quartett erreichte dabei in einer Zeit von 2:59,50 min auf dem vierten Platz das Ziel und stellte damit ebenfalls einen neuen Nationalrekord auf.
2021 belegte Zambrano Anfang Mai, zusammen mit seinen Teamkollegen, den sechsten Platz im 4 × 400-m-Staffelwettbewerb bei den World Athletics Relays in Chorzów. Später im August nahm er in Tokio zum zweiten Mal an den Olympischen Sommerspielen teil. Im Halbfinale verbesserte er seinen eigenen Kontinentalrekord auf 43,93 s und erreichte das Finale. Darin musste er sich in 44,08 s nur Steven Gardiner von den Bahamas geschlagen geben und gewann die Silbermedaille. Danach musste er die komplette Saison 2022 aussetzen. 2023 nahm er dann in Brasilien wieder an den Südamerikameisterschaften teil. Wie bereits 2019 konnte er sich wieder im 400-Meter-Lauf durchsetzen und gewann zudem mit der kolumbianischen 4-mal-400-Meter-Mixed-Staffel eine weitere Goldmedaille. Im August trat er, zum zweiten Mal nach, bei den Weltmeisterschaften in Budapest an. Vier Jahre zuvor hatte er die Silbermedaille im 400-Meter-Lauf gewinnen können, diesmal wurde er nach dem Vorlauf disqualifiziert. 2024 trat er in Paris wieder bei den Olympischen Sommerspielen an. Nachdem er in Tokio noch die Silbermedaille gewinnen konnte, reichte es diesmal zunächst in seinem Vorlauf nur für den siebten Platz. Im anschließenden Hoffnungslauf konnte er nicht an den Start gehen.

## Wichtige Wettbewerbe
| Jahr                  | Veranstaltung                 | Ort                   | Platz                 | Disziplin             | Zeit                  |
| Startet für Kolumbien | Startet für Kolumbien         | Startet für Kolumbien | Startet für Kolumbien | Startet für Kolumbien | Startet für Kolumbien |
| --------------------- | ----------------------------- | --------------------- | --------------------- | --------------------- | --------------------- |
| 2014                  | U18-Südamerikameisterschaften | Cali                  | 4.                    | 400 m                 | 48,17 s               |
| 2015                  | U18-Weltmeisterschaften       | Cali                  | 7.                    | 400 m                 | 46,57 s               |
| 2015                  | U18-Weltmeisterschaften       | Cali                  |                       | 4 × 400 m             | DSQ                   |
| 2016                  | U20-Weltmeisterschaften       | Bydgoszcz             | 6.                    | 400 m                 | 46,50 s               |
| 2016                  | Olympische Spiele             | Rio de Janeiro        | 11.                   | 4 × 400 m             | 3:01,84 min           |
| 2018                  | U23-Südamerikameisterschaften | Cuenca                | 1.                    | 400 m                 | 45,19 s               |
| 2018                  | U23-Südamerikameisterschaften | Cuenca                | 1.                    | 4 × 100 m             | 40,08 s               |
| 2018                  | U23-Südamerikameisterschaften | Cuenca                | 1.                    | 4 × 400 m             | 3:09,77 min           |
| 2019                  | Südamerikameisterschaften     | Lima                  | 1.                    | 400 m                 | 45,53 s               |
| 2019                  | Südamerikameisterschaften     | Lima                  | 1.                    | 4 × 400 m             | 3:04,04 min           |
| 2019                  | Panamerikanische Spiele       | Lima                  | 1.                    | 400 m                 | 44,83 s               |
| 2019                  | Panamerikanische Spiele       | Lima                  | 1.                    | 4 × 400 m             | 3:01,41 min           |
| 2019                  | Weltmeisterschaften           | Doha                  | 2.                    | 400 m                 | 44,15 s               |
| 2019                  | Weltmeisterschaften           | Doha                  | 4.                    | 4 × 400 m             | 2:59,50 min           |
| 2021                  | World Athletics Relays        | Chorzów               | 6.                    | 4 × 400 m             | 3:05,91 min           |
| 2021                  | Olympische Sommerspiele       | Tokio                 | 2.                    | 400 m                 | 44,08 s               |
| 2023                  | Südamerikameisterschaften     | São Paulo             | 1.                    | 400 m                 | 45,52 s               |
| 2023                  | Südamerikameisterschaften     | São Paulo             | 1.                    | 4 × 400 m (Mixed)     | 3:14,79 min           |
| 2023                  | Weltmeisterschaften           | Budapest              |                       | 400 m                 | DSQ (Vorlauf)         |
| 2024                  | Olympische Sommerspiele       | Paris                 | 30.                   | 400 m                 | 45,49 s               |

## Persönliche Bestleistungen
- 200 m: 20,61 s, 30. November 2019, Cartagena de Indias
- 400 m: 43,93 s, 2. August 2021, Tokio, (Südamerikarekord)

## Sonstiges
Zambranos stammt aus Barranquilla. Den Großteil des Jahres verbringt er in Quito, im Nachbarland Ecuador, wo er lebt und trainiert.